# Jakubowo (obwód witebski)
Jakubowo (biał. Якубова; ros. Якубово) – wieś na Białorusi, w obwodzie witebskim, w rejonie miorskim, w sielsowiecie Mikołajewo.

## Historia
W czasach zaborów w powiecie dzisieńskim, w guberni wileńskiej Imperium Rosyjskiego.
W latach 1921–1945 kolonia i folwark leżały w Polsce, w województwie wileńskim, w powiecie dziśnieńskim, w gminie Mikołajów.
Według Powszechnego Spisu Ludności z 1921 roku zamieszkiwało folwark 39 osób, 19 było wyznania rzymskokatolickiego, a 20 prawosławnego. Jednocześnie 15 mieszkańców zadeklarowało polską, a 24 białoruską przynależność narodową. Było tu 6 budynków mieszkalnych. W 1931 folwark w 3 domach zamieszkiwało 23 osoby, a kolonię w 1 domu 6 osób.
Wierni należeli do parafii prawosławnej i rzymskokatolickiej w Dziśnie. Miejscowość podlegała pod Sąd Grodzki w Dziśnie i Okręgowy w Wilnie; właściwy urząd pocztowy mieścił się w Stefanpolu.